# Meioneta parva
Meioneta parva är en spindelart som först beskrevs av Banks 1896.  Meioneta parva ingår i släktet Meioneta och familjen täckvävarspindlar. Inga underarter finns listade i Catalogue of Life.